# Beňadovo
Beňadovo je naseljeno mjesto u Námestovo u Žilinskom kraju u Slovačkoj.

## Stanovništvo
| Godina:     | 1993. | 2003.   | 2013.    | 2023.    |
| ----------- | ----- | ------- | -------- | -------- |
| Broj ljudi: | 655   | 720     | 796      | 963      |
| Razlika:    |       | +9,92 % | +10,55 % | +20,97 % |

| Godina:     | 2022. | 2023.   |
| ----------- | ----- | ------- |
| Broj ljudi: | 943   | 963     |
| Razlika:    |       | +2,12 % |

Prema podatcima o broju stanovnika iz 2023. godine naselje je imalo 963 stanovnika.

## Vanjske poveznice
|  | Zajednički poslužitelj ima još gradiva o temi Beňadovo |

- Službena stranica naselja (sl.)